# 4837 Bickerton
4837 Bickerton (1989 ME) là một tiểu hành tinh vành đai chính được phát hiện ngày 30 tháng 6 năm 1989 bởi A. C. Gilmore và P. M. Kilmartin ở Lake Tekapo.